# Żołynia Dolna
Żołynia dolna – część wsi Żołynia w Polsce, położona w województwie podkarpackim, w powiecie łańcuckim, w gminie Żołynia.
Jest położona wzdłuż ulicy Białobrzeskiej dawniej zwaną ku Przeworsku lub Przeworską. W XVIII wieku istniały tutaj trzy stawy: jeden pod dworem znajdującym się na końcu ulicy Kmiecie, drugi – Szulowski pod dzisiejszym zalewem Tama (w młynie obok niego miał mieszkać diabeł), trzeci – pod stawem Szulowskim. Przy granicy z Białobrzegami, obok ulicy Białobrzeskiej, rośnie potężna sosna Sobieskiego według legendy to właśnie on pod nią spoczywał gdy wyruszał pod Wiedeń.
Dawniej znana pod nazwą Laska Dolna wspomina się ją w 1713 roku w 1760 roku i w 1832 roku. Dawniej należała do gminy jednostkowej Żołynia Wieś w powiecie łańcuckim  w województwie lwowskim. W 1921 roku liczyła 3973 mieszkańców. 1 kwietnia 1928 gminę Żołynia Wieś połączono z gminą Żołynia Miasto w jedną (jednostkową) gminę wiejską Żołynia.